# Berbermatta

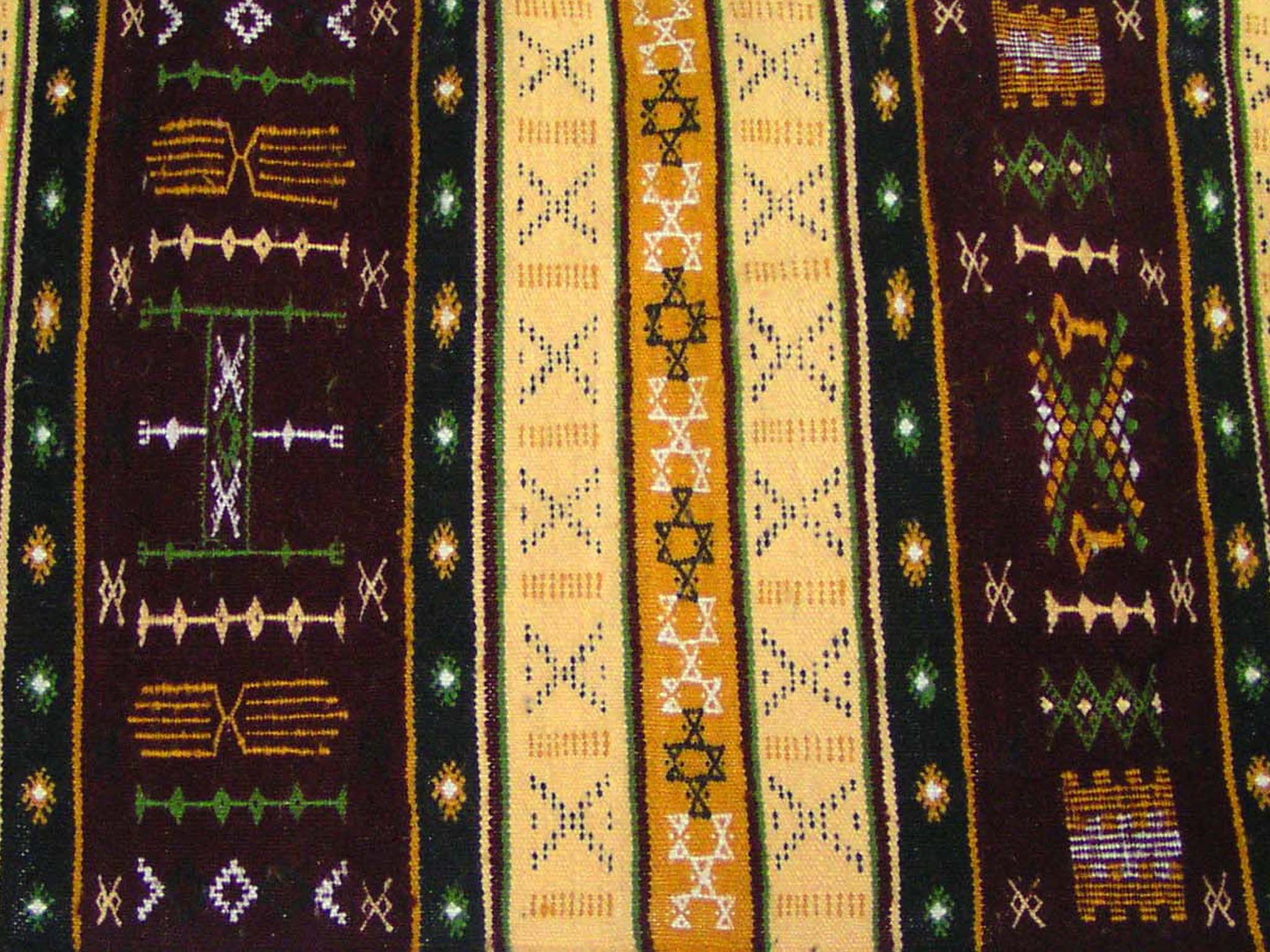
Traditionell berbermatta

Berbermattor är mattor som tillverkats av berber i Marocko, Tunisien och Algeriet. Vad gäller färg och mönster så visar berbermattorna tydligt släktskap med de anatoliska mattorna. De är rektangulära medaljongmattor med flera bårder och kantränder. Mönstren är starkt stiliserade blommor, djur och stjärnor, samt en karakteristisk trappformad avslutning på medaljongerna.